# Béla Perczel

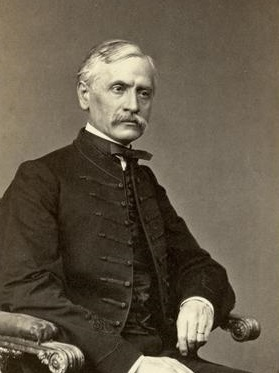
Béla Perczel

Béla Perczel von Bonyhád (* 15. Juni 1819 in Börzsönypuszta, Komitat Tolna; † 25. März 1888 in Budapest) war ein ungarischer Politiker, Justizminister und Richter.

## Leben
Nach dem Studium wurde Perczel Oberstuhlrichter im Stuhlbezirk Szekszárd und Unternotar, sowie 1848/49 Vizegespan des Komitats Tolna. Nach Niederschlagung des Ungarischen Unabhängigkeitskriegs zog er sich zunächst aus der Politik zurück und lebte bis 1860 auf seinen Gütern. 1865 wurde er für den Wahlkreis Bonyhád Abgeordneter im ungarischen Reichstag und 1870 als Präsident der Deákpartei Vizepräsident, und 1874/75 Präsident des Abgeordnetenhauses. Ab 1875 war er in den Kabinetten von Béla Wenckheim und Kálmán Tisza Justizminister des Königreichs Ungarn. Nach seinem Rücktritt als Minister 1878 wurde er Vizepräsident des Kassationshofs der königlich ungarischen Kurie, des Obersten Gerichts von Ungarn. 1883 ernannte man Perczel zum Vizepräsidenten und 1884 zum Präsidenten der Kurie. Ab 1886 war er Mitglied des Magnatenhauses.